# G4
G4 (G 4) – grupa czterech państw dążących do uzyskania stałego członkostwa w Radzie Bezpieczeństwa ONZ. Ich współpraca ma jedynie charakter wzajemnego poparcia i koordynacji działań w osiągnięciu wspólnego celu.

W skład grupy wchodzą:

 Niemcy

 Brazylia

 Indie

 Japonia.

Grupa G4

Aspiracje Grupy G4 poparły Francja i Wielka Brytania.

Każdy z krajów G4 napotyka silną opozycję ze strony swoich regionalnych konkurentów:
- Niemcy – Włoch,
- Japonia – Chin i Korei Południowej,
- Brazylia – Argentyny i Meksyku,
- Indie – Pakistanu,

obawiających się zbytniego wzmocnienia sąsiada na arenie międzynarodowej i mających własne aspiracje do stałego członkostwa w Radzie.

Ponadto, własnego stałego przedstawiciela w RB pragnie mieć Afryka. Największe aspiracje z tego kontynentu wykazują: Południowa Afryka, Nigeria, Egipt i Algieria.

Inne kraje zainteresowane stałym przedstawicielstwem w RB ONZ to: Arabia Saudyjska, Pakistan.